# Hallyday Palais des sports 1982
Albums par Johnny Hallyday
Version 82
(1982) Entre violence et violon
(1983)
Lives par Johnny Hallyday
Live
(1979) Johnny Hallyday au Zénith
(1984)
Singles
1. Cartes postales d'Alabama - Je n'oublierai jamais
Sortie : 11 janvier 1983
2. J'ai épousé une ombre - Cartes postales d'Alabama
Sortie : 15 février 1983

Hallyday Palais des sports 1982 est le 10e album live de Johnny Hallyday. Réalisé par Pierre Billon, ce double 33 tours sort le 11 janvier 1983.

## Histoire
À l'automne 1982, du 14 septembre au 11 novembre, Johnny Hallyday présente au Palais des sports de Paris son nouveau spectacle Fantasmhallyday, qui fait une grosse impression sur la critique et qui attire 250 000 spectateurs.
Tenter de retransmettre ce show sur vinyle est une gageure, en effet, spectacle d'Hallyday fut-il jamais plus visuel (pour le moins dans sa première partie) ? Entre deux chansons, une vidéo est diffusée sur un écran géant ; plus loin, cascades et combats viennent encore une fois interrompre le tour de chant. Exit tout cela évidemment sur le 33 tours qui conserve de la première partie dix des douze morceaux interprétés. C'est pendant ce concert que Johnny utilise quelquefois une guitare en forme de hache conçue spécialement pour l'occasion.
La seconde partie propose un récital plus classique où Hallyday reprend quelques-uns de ses grands succès. Mais là encore, la coupe est sévère dans le choix des titres : Le Pénitencier, Ma gueule, Gabrielle, Oh ! Ma jolie Sarah (pourtant absente d'un disque live de l'artiste depuis 1971), ne sont pas retenus. Le vinyle, à moins de passer au triple album, n'offrait pas encore la possibilité d'un intégral. Il fallut attendre 2003 et une réédition en CD pour découvrir l'intégralité du récital Palais des sports 82.
Note : Le soir de la première, Johnny Hallyday a également chanté (en seconde partie) : Que je t'aime, Derrière l'amour, Sans profession, Mon Amérique à moi, J'ai oublié de vivre et, (les premiers soirs uniquement), Deux étrangers. Tous ces titres sont restés totalement inédits dans leurs versions live Palais des Sports 82.

## Autour de l'album
- Double 33 tours (15 titres) : Référence originale Philips 810423
  - L'album propose trois titres totalement inédits en studio : Fantasmes, Le grand banquet, Je n'oublierai jamais.
- L'édition CD de 1992 restitue à l'identique l'album vinyle - Référence originale : Philips 510 453 - 2
- L'édition CD de 2003 propose l'intégralité du tour de chant, (23 titres), et restitue la chronologie du récital - Référence originale : Mercury Universal Philips 077 201-2
- Les 45 tours suivants ont été extraits de l'album :
  - Cartes postales d'Alabama - Je n'oublierai jamais - Référence originale : Philips 810472-7 promo hors-commerce - sortie le 11 janvier 1983
- J'ai épousé une ombre - Cartes postales d'Alabama (live) - Référence originale : Philips 811333-7 - sortie le 15 février 1983
  - J'ai épousé une ombre est enregistré sur la musique du film homonyme de Robin Davis avec Nathalie Baye. Les paroles sont de Jean-Loup Dabadie, la musique de Philippe Sarde.

## Titres
Nota :
1. Nous donnons ici la liste des titres de l'édition CD de 2003, restituant la chronologie et l'intégralité du récital. Les titres en gras n'étaient pas inclus dans la version vinyle de 1982.
2. En 1979, la musique du titre Ma gueule est créditée Pierre Naçabal[1]. Depuis les années 1990, Philippe Bretonnière est crédité comme compositeur - (Pour plus de détails voir ici).

### Disque 1
| 1.  | Prologue Fantasmhallyday (instrumental)        |                               | Jean Renard                               | 3:24 |
| 2.  | Fantasmes                                      | Pierre Billon                 | Jean Renard                               | 3:49 |
| 3.  | Le grand banquet                               | Pierre Billon, Patrick Larue  | Jean Renard                               | 3:06 |
| 4.  | Veau d'or vaudou                               | Daniel Boublil, Alain Boublil | Bruno Victoire                            | 4:40 |
| 5.  | La peur                                        | Pierre Billon                 | Jean Renard                               | 3:35 |
| 6.  | Le survivant (You Oughta Know By Now)          | Long Chris (adaptation)       | Jack Conrad, Ray Kennedy, David Foster    | 6:44 |
| 7.  | Il nous faudra parler d'amour un jour          | Bob Decout                    | Bruno Victoire                            | 3:39 |
| 8.  | Voyage au pays des vivants                     | Long Chris                    | Mick Jones, Tommy Brown                   | 3:22 |
| 9.  | Je n'oublierai jamais                          | Nicolas Peyrac                | Nicolas Peyrac                            | 5:09 |
| 10. | Cartes postales d'Alabama (Sweet Home Alabama) | Claude Moine (adaptation)     | Ronnie Van Zant, Ed King, Gary Rossington | 4:59 |
| 11. | Poème sur la 7e                                | Philippe Labro                | Ludwig van Beethoven                      | 4:27 |
| 12. | Final instrumental                             |                               | Jean Renard                               | 1:52 |

### Disque 2
| 1.  | Introduction (instrumental) | | Jean Renard | 3:58  |
| 2.  | séquence rhythm'n'blues : Les coups (Uptight (Everything's Alright)) Jusqu'à minuit (In The Midnight Hour) je suis seul (What Is Soul) | Georges Aber (adaptation) Georges Aber (adaptation) Georges Aber (adaptation) | Henry Cosby - Sylvia Rose Moy - Stevie Judkins, Steve Cropper, Wilson Pickett Ben E. King, B. Gallo | 13:05 |
| 3.  | Le pénitencier (The House of the Rising Sun) | Hugues Aufray, Vline Buggy (adaptation) | Alan Price | 4:31  |
| 4.  | Montpellier | Claude Lemesle, Pierre Billon | Bruno Victoire, Johnny Hallyday | 5:07  |
| 5.  | Oh ! Ma jolie Sarah | Philippe Labro | Tommy Brown | 5:50  |
| 6.  | Ma gueule | Gilles Thibaut | (pour le crédit du compositeur voir nota 2) | 3:47  |
| 7.  | Gabrielle (The King Is Dead) | Long Chris, Patrick Larue (adaptation) | Tony Cole (musician) (en) | 4:03  |
| 8.  | Je suis victime de l'amour (Victim Of Romance) | Georges Aber (adaptation) | Moon Martin | 4:26  |
| 9.  | Medley rock and roll : Da dou ron ron (Da Doo Ron Ron) Elle est terrible (Somethin' Else) La fille de l'été dernier (Summertime Blues) Souvenirs, souvenirs (Souvenirs) 37e étage (Twenty Flight Rock) O Carole (Carol) Johnny reviens ! (Johnny B. Goode) Blue Suede Shoes Rien que huit jours (Forty Days) Tutti Frutti La bagarre (Trouble) | Georges Aber (adaptation) Jil et Jan (adaptation) Long Chris (adaptation) Fernand Bonifay (adaptation) Long Chris (adaptation) Manou Roblin (adaptation) Manou Roblin (adaptation) Carl Perkins Manou Roblin (adaptation) Dorothy LaBostrie, J. Lubin Vline Buggy (adaptation) | Ellie Greenwich, Jeff Barry, Phil Spector Sharon Sheeley, Bob Cochran Eddie Cochran, Jerry Capehart Cy Coben (en) Ned Fairchild (en), Eddie Cochran Chuck Berry Carl Perkins Chuck Berry Richard Penniman Jerry Leiber et Mike Stoller | 12:23 |
| 10. | Le bon temps du rock and roll (Old Time Rock and Roll) | Michel Mallory (adaptation) | George Jackson, Thomas Earl Jones III | 7:22  |
| 11. | Whole Lotta Shakin' Goin' On | Dave Williams, Sunny David | Dave Williams, Sunny David | 6:29  |

## Musiciens
- Orchestration : Jean Costa
- Guitares : Marc Demelemester "Rocky", Bruno Victoire, Robert Tench
- Basse : Roberto Briot, Michael Feat
- Claviers : Barney, Taobi, Jean Renard, Tim Hinkley (en)
- Synthétiseurs : Lulu di Napoli, Jean Mora
- Batterie : Alain Weiss
- Percussions : Pierre Billon
- Cuivres : Nicolas Payn, Michel Gaucher, Alain Athot, Kako Bessot, André Laidli, Christian Fourquet, Jean Costa, Claude Thirifays, Jacques Hendrix
- Chœurs : Érick Bamy, Jacques Ploquin, Pierrette Bargoin, Deborah Davis, Joniece Jamison